# فرناندوی هفتم
فردیناند هفتم اسپانیا (انگلیسی: Ferdinand VII of Spain؛ زاده ۱۴ اکتبر ۱۷۸۴ درگذشته ۲۹ سپتامبر ۱۸۳۳) یکی از پادشاهان اسپانیا بود. که بین سال‌های ۱۸۱۳ تا ۱۸۳۳ میلادی بر اسپانیا حکم می‌راند.
او پس از جنگ شبه جزیره در سال های ۱۸۰۸ تا ۱۸۱۴ که با شکست و تلفات بسیار زیاد نیرو های ارتش ناپلئون  همراه بود، به حکومت رسید‌. قبل از او جوزف بناپارت،برادر ناپلئون  به عنوان پادشاه اسپانیا  بود.
با پادشاه شدن فردیناند هفتم، دیگر بیشتر قلمرو های وسیع امپراتوری  اسپانیا به جز کوبا و فیلیپین از دست رفته بود.